# Firas Al-Buraikan
Firas Al-Buraikan (en árabe: فراس البريكان‎; Riad, 14 de mayo de 2000) es un futbolista saudita que juega en la demarcación de delantero para el Al-Ahli Saudi F. C. de la Liga Profesional Saudí.

## Selección nacional
Tras jugar en la selección de fútbol sub-20 de Arabia Saudita y la sub-23, finalmente hizo su debut con la selección absoluta el 10 de octubre de 2019 en un encuentro de clasificación para la Copa Mundial de Fútbol de 2022 contra Singapur que finalizó con un resultado de 3-0 a favor del combinado saudita tras un gol de Abdullah Al-Hamdan y un doblete de Abdulfattah Asiri. Además disputó los Juegos Olímpicos de Tokio 2020.

### Goles internacionales
| #  | Fecha                   | Estadio                                                | Oponente          | Gol | Resultado | Competición                                          |
| -- | ----------------------- | ------------------------------------------------------ | ----------------- | --- | --------- | ---------------------------------------------------- |
| 1  | 27 de noviembre de 2019 | Estadio Abdullah bin Khalifa, Doha, Catar              | Kuwait            | 1–3 | 1–3       | Copa de Naciones del Golfo de 2019                   |
| 2  | 2 de diciembre de 2019  | Estadio Abdullah bin Khalifa, Doha, Catar              | Omán              | 0–1 | 1–3       | Copa de Naciones del Golfo de 2019                   |
| 3  | 14 de noviembre de 2020 | Estadio Príncipe Faisal bin Fahd, Riad, Arabia Saudita | Jamaica           | 3–0 | 3–0       | Amistoso                                             |
| 4  | 7 de octubre de 2021    | King Abdullah Sports City, Yeda, Arabia Saudita        | Japón             | 1–0 | 1–0       | Clasificación para la Copa Mundial de Fútbol de 2022 |
| 5  | 12 de octubre de 2021   | King Abdullah Sports City, Yeda, Arabia Saudita        | China             | 3–1 | 3–2       | Clasificación para la Copa Mundial de Fútbol de 2022 |
| 6  | 27 de enero de 2022     | King Abdullah Sports City, Yeda, Arabia Saudita        | Omán              | 1–0 | 1–0       | Clasificación para la Copa Mundial de Fútbol de 2022 |
| 7  | 26 de marzo de 2024     | Estadio Pamir, Dusambé, Tayikistán                     | Tayikistán        | 0–1 | 1–1       | Clasificación para la Copa Mundial de Fútbol de 2026 |
| 8  | 6 de junio de 2024      | Jinnah Sports Stadium, Islamabad, Pakistán             | Pakistán          | 0–1 | 0–3       | Clasificación para la Copa Mundial de Fútbol de 2026 |
| 9  | 6 de junio de 2024      | Jinnah Sports Stadium, Islamabad, Pakistán             | Pakistán          | 0–2 | 0–3       | Clasificación para la Copa Mundial de Fútbol de 2026 |
| 10 | 22 de junio de 2025     | Allegiant Stadium, Paradise, Estados Unidos            | Trinidad y Tobago | 1–1 | 1–1       | Copa de Oro de la Concacaf 2025                      |

## Clubes
| Club                | País           | Año       | Partidos | Goles |
| ------------------- | -------------- | --------- | -------- | ----- |
| Al-Nassr F. C.      | Arabia Saudita | 2017-2021 | 46       | 4     |
| Al-Fateh S. C.      | Arabia Saudita | 2021-2023 | 65       | 33    |
| Al-Ahli Saudi F. C. | Arabia Saudita | 2023-act. | 76       | 22    |

## Palmarés

### Títulos nacionales
| Título                      | Club           | País           | Año  |
| --------------------------- | -------------- | -------------- | ---- |
| Liga Profesional Saudí      | Al-Nassr F. C. | Arabia Saudita | 2019 |
| Supercopa de Arabia Saudita | Al-Nassr F. C. | Arabia Saudita | 2019 |
| Supercopa de Arabia Saudita | Al-Nassr F. C. | Arabia Saudita | 2020 |

### Títulos internacionales
| Título                            | Club                | Sede | Año  |
| --------------------------------- | ------------------- | ---- | ---- |
| Liga de Campeones Élite de la AFC | Al-Ahli Saudi F. C. | Yeda | 2025 |